# Mitologia japoneză
Mitologia japoneză este un sistem complex de credințe. Panteonul șintoist cuprinde o colecție de peste 8000 kami („zei” sau „spirite” în limba japoneză). Datorită influenței  civilizației antice a Chinei, o mare parte din mitologia și religia japoneză provine dinspre vestul arhipelagului. Cu toate acestea există și multe din mituri alcătuite într-un original stil japonez. Mitologia japoneză cuprinde atât tradiții șintoiste și budiste cât și credințe populare legate de agricultură. Articolul de față se va rezuma doar la mituri japoneze privind geneza lumii, la zeități importante și la cele mai cunoscute povești japoneze.
Majoritatea miturilor japoneze, așa cum sunt ele cunoscute astăzi, se găsesc în cărți vechi ca Nihon Shoki, Kojiki, etc. Kojiki sau Cronica faptelor antice este cea mai veche carte cunoscută despre mituri, legende și istorie din Japonia. Dintre alte izvoare istorice Shintoshu explică originea divinităților japoneze, dintr-o perspectivă budistă, iar Hotsuma Tsutae aduce o versiune foarte diferită a mitologiei susținând că Amaterasu (zeitatea șintoistă al soarelui) era bărbat și nu femeie, cum spunea tradiția.
Un rezultat notabil al mitologiei japoneze este acela că explică originea familiei imperiale atribuindu-i caracter divin. Cuvântul japonez pentru „împăratul Japoniei” este tennō (天皇), ceea ce literal înseamnă  „împărat ceresc” sau „împărat divin” (caracterul 天 înseamnă „rai”, „paradis”).

## Ortografia numelor proprii
O mulțime de zeități apar pe „scena” mitologiei japoneze, și au multiple nume alternative. În plus, câteva din numele lor sunt așa de lungi ceea ce poate deveni incomod pentru majoritatea cititorilor. Pentru acest motiv articolul trece în revistă cele mai proeminente nume și le dă în formă abreviată. Cititorii trebuie să fie conștienți că și alte forme abreviate sunt de asemenea folosite.
(De exemplu, Ninigi, sau în variantă completă Ame-Nigishikuni-Nigishiamatsuhiko-Hikono-no-Ninigi-no-Mikoto poate să fie abreviat și Hikoho-no-Ninigi sau Hono-Ninigi.)
În unele locuri din acest articol, numele proprii sunt scrise într-o manieră arhaică. În acest articol literele h, y și w subliniate sunt sunete mute; ele sunt omise din ortografia modernă. (Convenția sublinierii acestor litere este valabilă doar în acest articol.) Unele silabe sunt modernizate după cum urmează (vezi și limba japoneză și romanizarea limbii):
- hu devine fu.
- zi și di devin ji. (deosebirea dispare)
- zu și du devin dzu. (deosebirea dispare)
- oo devine o sau oh.

## Mitul creației

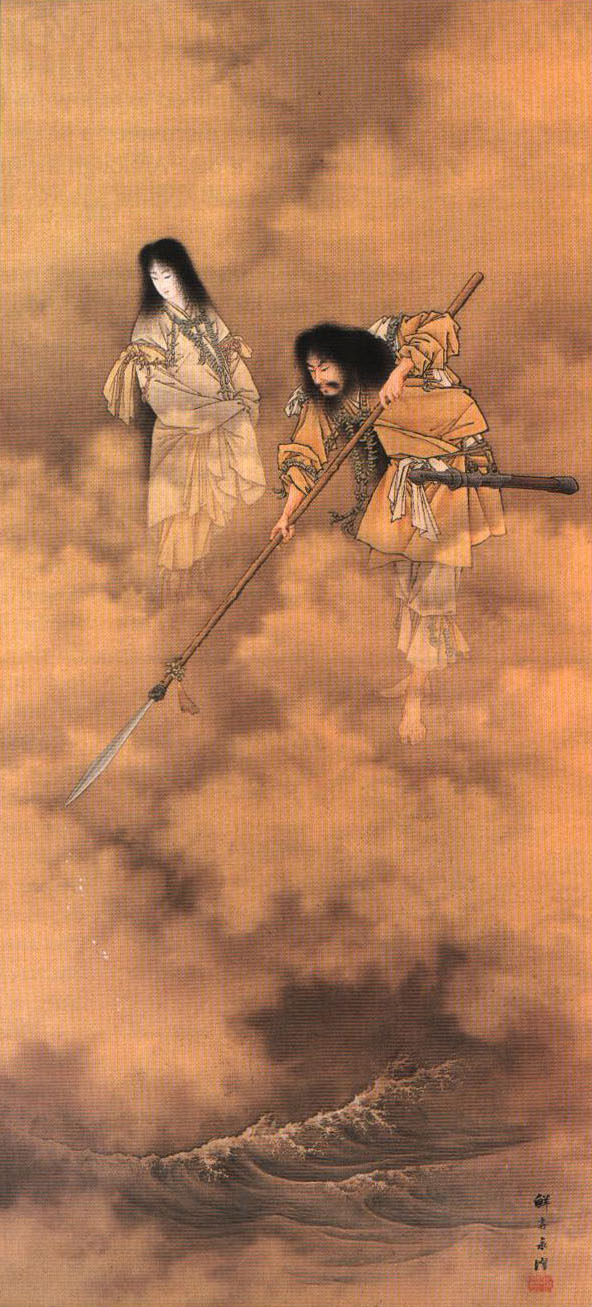
Izanagi și Izanami creează prima insulă, Ongoro.

Primii zei au făurit două ființe divine, una masculină, Izanagi, și una feminină, Izanami și le-au însărcinat cu crearea primului pământ. Pentru a le ajuta să facă acest lucru zeii le-au dat și o naginată, decorată cu nestemate, cunoscută sub numele de Amanonuhoko (Halebarda divină a mlaștinii). Cele două zeități au plecat apoi pe podul dintre rai și pământ, Amenoukihashi („Podul plutitor al Paradisului”) și au agitat marea cu halebarda. Când stropi de apă sărată au căzut de pe halebardă, au format insula Onogoro. Izanagi și Izanami au coborât de pe pod și și-au făcut o casă pe insulă. În final, ei hotărât să se împreuneze pentru a popula insula. Au construit un stâlp numit Amenomihashira, iar în jurul lui un palat numit Yahirodono. Izanagi și Izanami au îconjurat în direcții opuse coloana construită în centru, iar când s-au întâlnit  Izanami, zeitatea feminină, a fost cea care a vorbit prima. Lui Izanagi nu i s-a părut acest lucru potrivit, dar în cele din urmă a avut cu Izanami doi copii: Hiruko și Awashima, care însă având un aspect neplăcut nu au fost considerați zeități.
Rușinați, Izanagi și Izanami au pus copii într-o barcă și le-au dat drumul pe mare, apoi i-au întrebat pe zei cu ce au greșit în ritualul, de au avut acei copii. Li s-a spus că Izanagi trebuia să vorbească primul și nu Izanami, deoarece el era zeitatea masculină. Astfel cei doi au reluat ceremonia, mergând în jurul stâlpului, iar când s-au întâlnit, Izanagi a fost cel care a rupt tăcerea. Uniunea lor a avut succes de această dată.
De această dată, copii lor au fost cei opt Ōyashima, sau cele opt insule mari ale Japoniei:
- Awaji
- Iyo (mai târziu Shikoku)
- Ogi
- Tsukusi (mai târziu Kyushu)
- Iki
- Tsushima
- Sado
- Yamato (mai târziu Honshu)

Insulele Hokkaido, Kurile (Chishima), și Okinawa nu făceau parte din Japonia în vremurile antice.
Ei au mai avut drept copii încă șase insule și un mare număr de zeități. Izanami, cu toate acestea, a murit dând naștere copilului Kagututi („încarnarea focului”) sau Ho-Masubi („cauzatorul de foc”). Zeița a fost îngropată pe Muntele Hiba, la granița dintre vechile provincii Izumo și Hoki, lângă orașul modern Yasugi. Din cauza furiei pierderii jumătății sale, Izanagi l-a ucis pe Kagutiti. Moartea lui a creat de asemenea o mulțime de zeități.

## Yomi, tărâmul întunecat al morților
Disperat de moartea lui Izanami, Izanagi întrepride o călătorie către „Yomi” („tărâmul întunecat al morților”). El își dă seama că există puține diferențe între acest tărâm subteran și cel de deasupra, cu excepția întunericului etern care se instalase în Yomi. Cu toate acestea, întunericul acesta era îndeajuns pentru a-l face să tânjească după lumina și viața lumii din care provenea. Izanagi a căutat-o repede pe iubita sa și în cele din urmă a găsit-o. La început zeul nu a putut să o vadă pe Izanami în întregime, deoarece umbrele îi acopereau înfățișarea. Când i-a cerut acesteia să se întoarcă în lumea de deasupra, Izanami i-a răspuns că este prea târziu deoarece ea a consumat deja mâncare din lumea morților fiind astfel acum o ființă aparținând acestei lumi. Ea nu mai putea să se întoarcă printre cei vii.
Izanagi a fost șocat când a auzit acestea, dar nu a vrut să cedeze în fața dorințelor iubitei sale de a fi lăsată pe tărâmul întunericului. Când Izanami dormea, el i-a luat pieptele care îi strângea părul lung și l-a aprins ca pe o torță. Când a făcut lumină, a rămas uimit de înfățișarea oribilă a celei care odată a fost frumoasa și grațioasa Izanami. Ea era acum o formă putredă de carne.
Plângând după Izanami, Izanagi nu și-a mai putut stăpâni frica și a început să alerge, intenționând să se întoarcă în lumea celor vii și să-și părăsească pentru totdeauna soția. Izanami s-a trezit, și țipând l-a urmărit pe Izanagi. Ea a trimis și niște shikome, creaturi morbide feminine, ca să-l bântuie pe Izanagi și să-l aducă din nou la ea. Încercând să scape de shikome Izanagi aruncă pieptenele soției sale, care se transformă într-un desiș de bambus împiedicând trecerea urmăritorilor. În cele din urmă, după multe încercări, Izanagi ajunge la granița dintre cele două lumi și împinge un bolovan la gura peșterii care duce spre Yomi. Izanami și însoțitoarele ei nu mai pot continua drumul, dar zeița îi strigă soțului ei că dacă o părăsește ea va ucide zilnic 1000 de oameni. Izanagi îi răspunde că el va da naștere altor 1500 în schimb.
Astfel explică mitologia japoneză apariția morții, cauzate de forțele înfumuratei zeițe Izanami.

## Soarele, luna și vântul

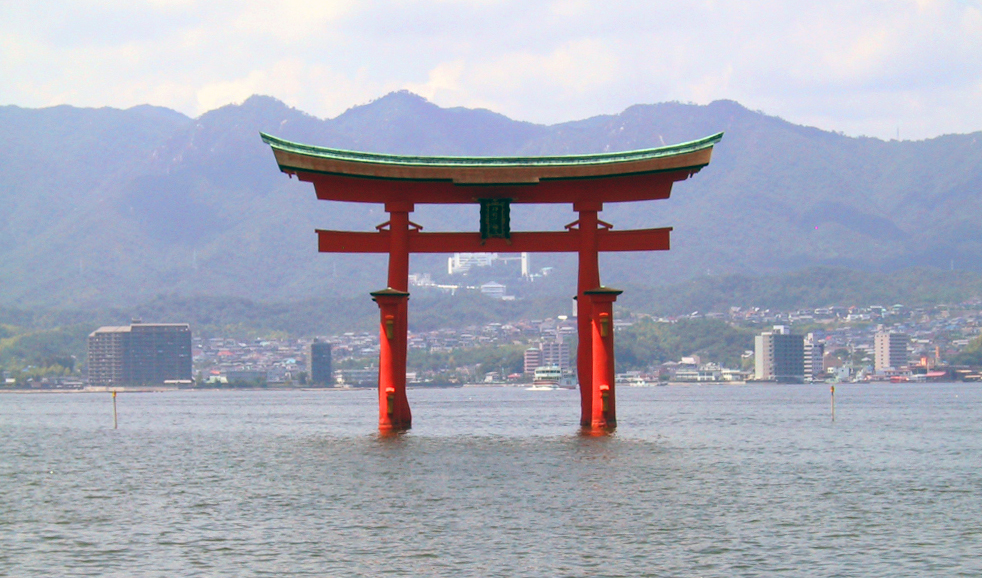
O faimoasă torii (poartă tradițională japoneză) "plutitoare", la Sanctuarul Itsukushima

Cum era de așteptat, Izanagi a mers să se purifice după ce a coborât pe tărâmul morților. Deoarece în timp ce era urmărit de shikome el și-a aruncat veșmintele și podoabele capului, toate acele obicte au devenit zeități. S-au mai născut zei și când Izanagi s-a spălat după incursiunea în Yomi. Cele mai importante zeități au apărut când s-a spălat pe față:
- Amaterasu (încarnarea soarelui) s-a născut din ochiul lui stâng
- Tsukiyomi (încarnarea lunii), din ochiul lui drept
- Susanoo (încarnarea vântului și a furtunii), din nasul lui

Izanagi a hotărât să împartă lumea între acești trei zei, lui Amaterasu oferindu-i raiul, lui Tsukiyomi întunericul și noaptea, iar lui Susanoo mările.

## Amaterasu și Susanoo
Aamaterasu, puternica zeiță a soarelui, este totodată și cea mai cunoscută zeitate din mitologia japoneză. Vrajba sa față de Susanoo, fratele ei incontrolabil, apare în câteva povești. Una din ele vorbește despre comportamentul mârșav al lui Susanoo față de Izanagi. Epuizat de răutățile comise de Susanoo, Izanagi îl exilează pe tărâmul morților. Zeul mării a ascultat în silă porunca tatălui său, dar înainte de aceasta a mers mai întâi în rai (Takamanohara), ca să-și ia rămas bun de la sora sa, Amaterasu. Amaterasu îl știa că fratele ei impredictibil nu avea intenții bune așa că s-a pregătit de bătălie. "Cu ce scop ai venit aici?"a întrebat ea "Să-mi iau rămas bun," a răspuns Susanoo.
Dar ea nu l-a crezut și a cerut o dovadă a bunei intenții. O provocare a început în legătură cu cine aduce mai mulți copii nobili și divini. Amaterasu a creat trei femei din sabia lui Susanoo, în timp ce Susanoo a făcut cinci bărbați din colierul zeiței. Aamaterasu și-a revendicat dreptul asupra celor cinci bărbați făcuți dintr-un obiect ce îi aparținea. Așadar, cele trei femei au fost atribuite lui Susanoo, pentru că sabia din care au fost create, era a lui.

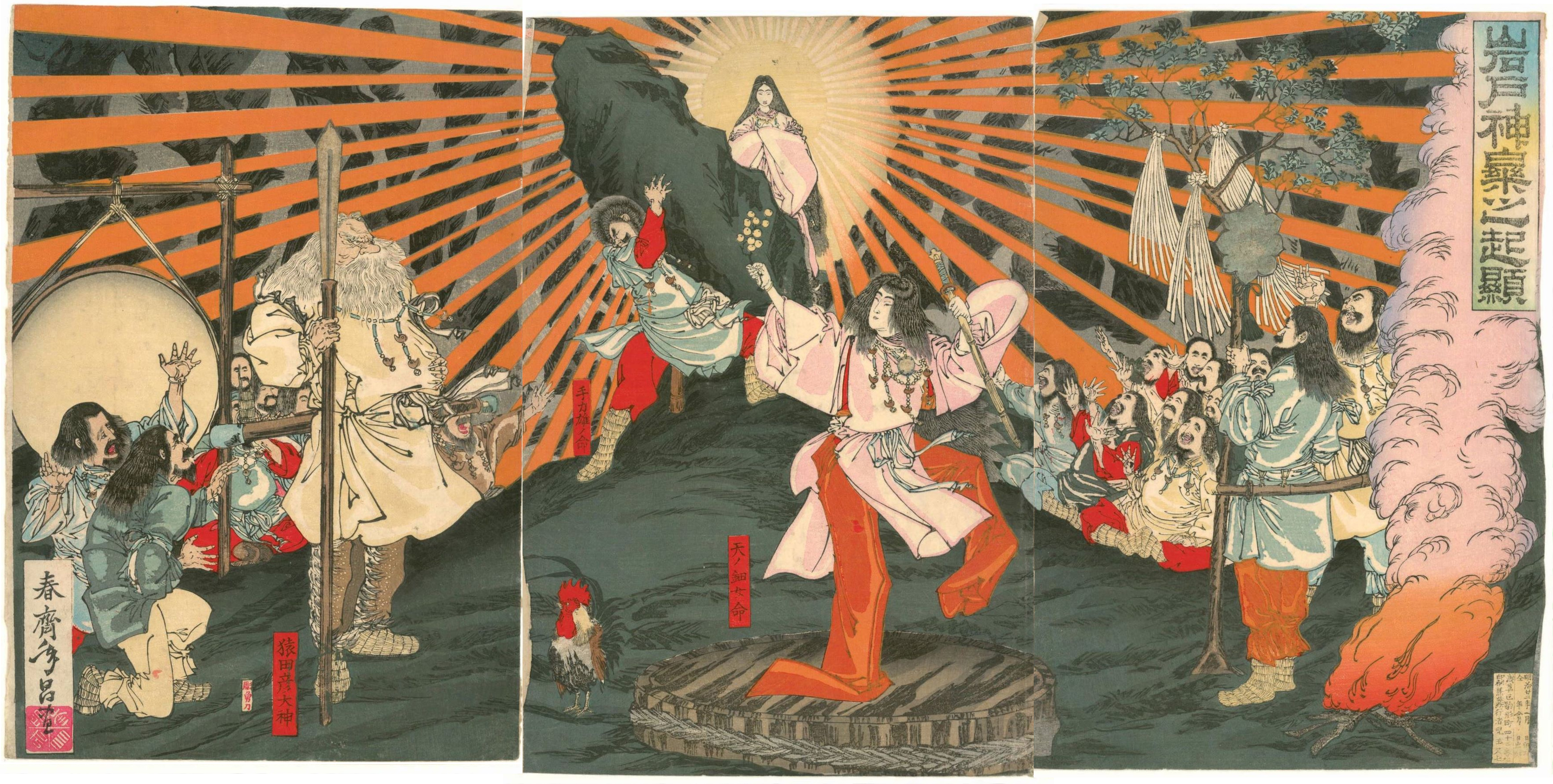
Zeița soarelui, Amaterasu, ieșind din peșteră, și readucând lumina solară în univers.

E suficient să spunem că amândoi zeii s-au proclamat învingătorii așa-zisei competiții. Insistența zeiței Amaterasu, l-a înfuriat pe Susanoo, care a devenit dintr-odată violent și a început să distrugă totul în jurul lui. El chiar a azvârlit un ponei sacru al zeiței în camera cu războaie de țesut omorând-o pe una din țesătoare. Speriată, Amaterasu a fugit din rai și s-a refugiat în peștera numită Iwayado. Odată cu ea a dispărut și soarele și lumea s-a învăluit în întuneric (adica in noapte).

## Susanoo și Orochi
Exilat din Rai, Susanoo vine în provincia Izumo (acum parte din Prefectura Shimane). El întâlnește un om bătrân și pe soția lui, care plângeau lângă fiica lor. Cei doi explică faptul că la început au avut opt fiice, dar șapte dintre acestea au fost devorate una câte una, în fiecare an de un dragon numit Yamata-no-orochi ("șarpele cu ramificat în opt", despre care se zicea că trăiește în Kosi - acum regiunea Hokuriku). Teribilul dragon avea opt capete și opt cozi. Kusinada sau Kushinada-Hime era ultima din cele opt fiice, care în mod normal urma să fie devorată de dragon.
Susanoo care știa de relația celor doi bătrâni cu zeița Amaterasu a hotărât să o salveze pe fată cu condiția ca aceasta să-i devină soție. Părinții au acceptat, iar Susanoo a transformat-o pe Kushinada într-un pieptene și a pus-o cu grijă în părul său. A poruncit apoi să se construiască un gard în jurul casei lui, care să aibă opt porți, opt mese la fiecare intrare, opt butoaie așezate pe fiecare masă și în fiecare butoi vin de orez fiert de opt ori.
Orochi a intrat și a fost ademenit de vinul din butoaie. A început să-l bea, dar a fost ucis de Susanoo. Când Susanoo îl tăia în bucăți pe dragon a descoperit că poate folosi coada lui drept o sabie excelentă. Sabia a fost mai târziu prezentată lui Amaterasu și i s-a pus numele de Ame no Murakamo no Tsurugi (mai târziu numită Kusanagi). Kusanagi va apărea mai târziu în multe alte mituri.

## Prințul Ōnamuji
Ōnamuji (cunoscut și sub numele de Ōkuninushi) a fost un descendent al zeului Susanoo. El, împreună cu numeroșii săi frați, a concurat pentru mâna prințesei Yakami din Inaba. În timp ce călătoreau dinspre Izumo spre Inaba să-i facă curte, frații lui Ōnamuji se arată nemiloși cu un iepure bolnav, care de fapt era o divinitate metamorfozată. Când însă sosește din urmă Ōnamuji, el îl tămăduiește pe iepure, care îi spune că el va fi cel ce se va însura cu prințesa, Yakami.
Probele prin care trece Ōnamuji sunt multe, iar eroul chiar a fost omorât de două ori de frații lui invidioși. Cu toate acestea, de fiecare dată el este salvat de mama sa, Kusanda-hime. Urmărit de dușmani, el se aventurează pe tărâmul lui Susanoo, unde se întâlnește cu zeița Suseri-hime, fiica răzbunătorului zeu. Șiretul Susanoo îl testează pe Ōnamuji de câteva ori, dar în final trece de partea lui și îi prezice victoria asupra fraților săi.
Cu toate că tradiția Yamato atribuie creația insulelor japoneze lui Izanagi și Izanami, tradiția Izumo susține că Ōnamuji, împreună cu un zeu pitic numit Sukunabiko, va contribui la crearea, sau cel puțin, la desăvârșirea creației insulelor Japoniei.

## Cele trei comori sacre
Se spune că atunci când Amaterasu i-a ordonat nepotului ei, Ninigi să guverneze asupra pământului, i-a dat și cele trei comori sacre:
- colierul magatama Yasakani no magatama (acum situat în palatul imperial)
- oglinda de bronz Yata no kagami, (aflat acum în Marele Sanctuar din Ise)
- sabia Kusanagi (o posibilă replică se află acum în Sanctuarul Atsuta din Nagoya)

Primele două obiecte au fost făcute pentru a o scoate pe Amaterasu din peștera Amano-Iwato. Ultimul obiect a fost găsit în trupul monstrului cu opt capete Orochi, de către zeul Susanoo. Dintre acestea trei, oglinda este simbolul lui Amaterasu. Toate trei, împreună, formează Comoara Imperială a Japoniei.
Ninigi a coborât pe pământ și s-a stabilit la Himuka, unde a construit un palat.

## Primul împărat

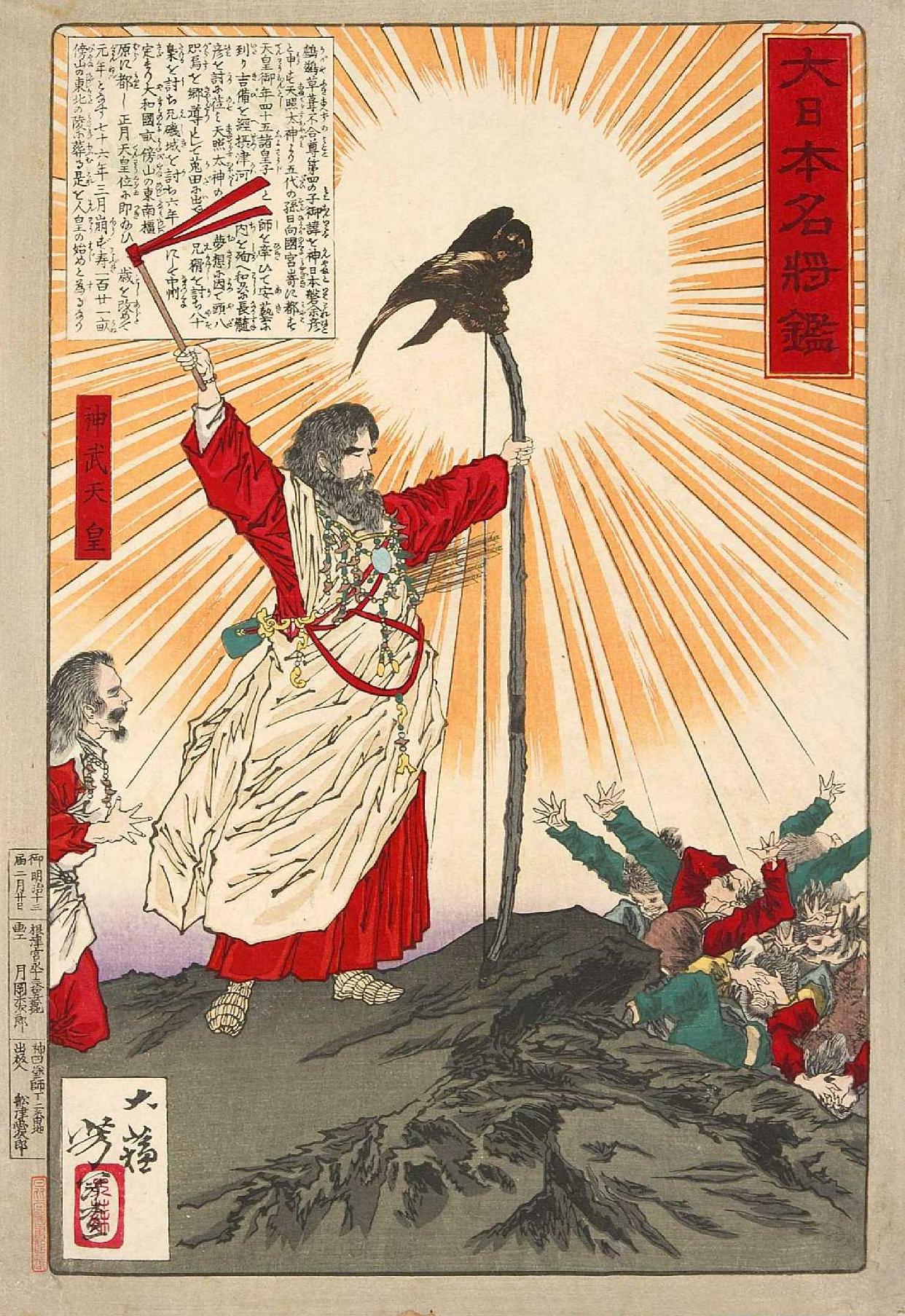
Tipăritură din era Meiji, înfățișându-l pe Împăratul Jimmu, primul împărat japonez

Primul împărat legendar al Japoniei a fost Iwarebiko, sau mai cunoscut după numele postum, Împăratul Jimmu. El a urcat pe tron în jurul anului 660 î.Hr. Originea lui este sumarizată astfel:
- Iwarebiko este fiul lui Ugaya și Tamayori.
- Ugaya este fiul lui Howori și Toyotama.
- Howori este fiul lui Ninigi și Sakuya.
- Ninigi este fiul lui Osihomimi și Akidusi.
- Osihomimi este născut dintr-un ornament al zeiței Amaterasu.
- Amaterasu este născută din ochiul stâng al lui Izanagi.
- Izanagi s-a născut după propria voință.